# Stazione di Lama di Reno
Stazione di Lama di Reno vasútállomás Olaszországban, Marzabotto településen.

## Vasútvonalak
Az állomást az alábbi vasútvonalak érintik:
- Porrettana-vasútvonal

## Kapcsolódó állomások
A vasútállomáshoz az alábbi állomások vannak a legközelebb:
- Stazione di Marzabotto
- Stazione di Sasso Marconi